# Gavião-de-colar
O gavião-de-colar (Tachyspiza cirrocephala) é uma pequena e esguia ave de rapina da família Accipitridae, encontrada na Austrália, na Nova Guiné e em ilhas menores próximas. Anteriormente, era classificado no gênero Accipiter. O gavião-de-colar é especializado na caça de aves pequenas. É caracterizado por suas leves cristas superciliares e pés delgados. O último segmento do dedo médio se projeta além das garras dos outros dedos.

## Taxonomia
O gavião-de-colar foi formalmente descrito em 1817 pelo ornitólogo francês Louis Pierre Vieillot, com base em um espécime coletado em "Nouvelle-Hollande", hoje o estado de Nova Gales do Sul, no leste da Austrália. Vieillot criou o nome binomial Sparvius cirrocephalus. O epíteto específico combina o neolatim cirrus ou cirrhus, que significa "nuvem", com o latim cirrus, cirri, que significa "anelzinho". Anteriormente, a espécie era incluída no gênero Accipiter. Em 2024, um abrangente estudo filogenético molecular da família Accipitridae confirmou pesquisas anteriores que indicavam que o gênero era polifilético. Para resolver a não-monofilia, o gênero Accipiter foi dividido em seis gêneros. O gênero Tachyspiza [en] foi ressuscitado para abrigar o gavião-de-colar junto com outras 26 espécies antes classificadas em Accipiter. O gênero ressuscitado foi introduzido em 1844 pelo naturalista alemão Johann Jakob Kaup. O nome do gênero combina os termos do grego antigo ταχυς (takhus), que significa "rápido", com σπιζιας (spizias), que significa "gavião".
Duas subespécies são reconhecidas:
- T. c. papuana (Rothschild & Hartert, EJO, 1913) – Nova Guiné e ilhas satélites
- T. c. cirrocephala (Vieillot, 1817) – Austrália

## Descrição
O gavião-de-colar mede de 29 a 38 cm de comprimento (com a cauda representando cerca da metade), com uma envergadura de 55 a 78 cm. O macho pesa, em média, 126 g, e a fêmea, 218 g. É uma ave pequena e feroz, de estrutura fina, com asas arredondadas, cauda longa e quadrada, olhos amarelos e pernas compridas. Os adultos têm partes superiores cinza-ardósia, por vezes com um tom acastanhado, e um meio-colar castanho-avermelhado. As partes inferiores são finamente barradas em ruivo e branco. A parte inferior das asas e da cauda também apresenta barras finas. O cerume varia de creme a amarelo-oliva, os olhos, as pernas e os pés são amarelos. Os sexos são semelhantes em aparência, mas os machos são menores que as fêmeas. Os filhotes têm partes superiores marrons, com estrias claras na cabeça e nuca, e bordas ruivas nas penas das costas e asas. As partes inferiores são brancas, com estrias marrons pesadas no peito e barras marrons mais grossas na barriga. As asas e a cauda inferiores são finamente barradas. O cerume varia de creme a amarelo-esverdeado, os olhos de marrom a amarelo-pálido e as pernas e pés são amarelo-claros.

## Distribuição e habitat
O gavião-de-colar está amplamente distribuído pelo continente australiano, Tasmânia e Nova Guiné, habitando todos os tipos de ambientes, exceto os desertos mais secos. Pode ser ocasionalmente visto em áreas urbanas e até em cidades. Embora tenha ampla distribuição, é geralmente incomum. Os gaviões-de-colar são, em sua maioria, residentes, mas podem ser parcialmente migratórios, embora seus movimentos sejam pouco conhecidos.

## Comportamento

### Alimentação
O gavião-de-colar alimenta-se principalmente de aves pequenas. A rola-de-crista e o perguleiro-maculado [en] são as maiores aves registradas como presas dessa espécie. Também captura insetos, lagartos e pequenos mamíferos (incluindo pequenos morcegos). Ele depende de furtividade e surpresa para caçar, perseguindo presas em voo ou saindo repentinamente de um poleiro escondido na folhagem. A maioria das presas pesa menos de 100 g, mas algumas excedem 200 g. Caça por meio de esperas curtas em posições ocultas na folhagem, intercaladas por voos curtos e ondulantes de árvore em árvore. Também caça em voos rápidos e baixos, às vezes rente a cercas ou vegetação. A presa é capturada em voo por um ataque direto ou por um deslize furtivo.

### Reprodução
A temporada de postura ocorre de julho a dezembro. Os pares nidificam solitariamente. O ninho é uma plataforma de gravetos com 27 a 32 cm de diâmetro e 12 a 15 cm de profundidade, forrada com folhas verdes, situada de 4 a 39 metros acima do solo, no garfo de uma árvore viva. A ninhada geralmente contém três ou quatro ovos, variando de dois a cinco. A incubação leva 35 dias, e o período no ninho dura cerca de 28 a 33 dias. Após deixarem o ninho, os jovens permanecem dependentes por até 6 semanas, quando então se dispersam. A maturidade sexual é alcançada com um ano, e algumas aves podem se reproduzir ainda com plumagem juvenil.

## Ameaças e conservação
O gavião-de-colar não está ameaçado globalmente nem nacionalmente. É amplamente distribuído e geralmente incomum, mas pode ser comum em florestas tropicais e subtropicais; sendo uma ave discreta, provavelmente é sub-registrado. Sofreu declínios em áreas extensivamente desmatadas. Acredita-se que a redução de sua população seja devido ao uso de DDT, que diminuiu a espessura das cascas de seus ovos em 2%, e ao aumento do carrauongue-malhado (Strepera graculina), um predador e competidor capaz de roubar alimentos, ferir adultos e matar filhotes.